# Indeks (dokument)

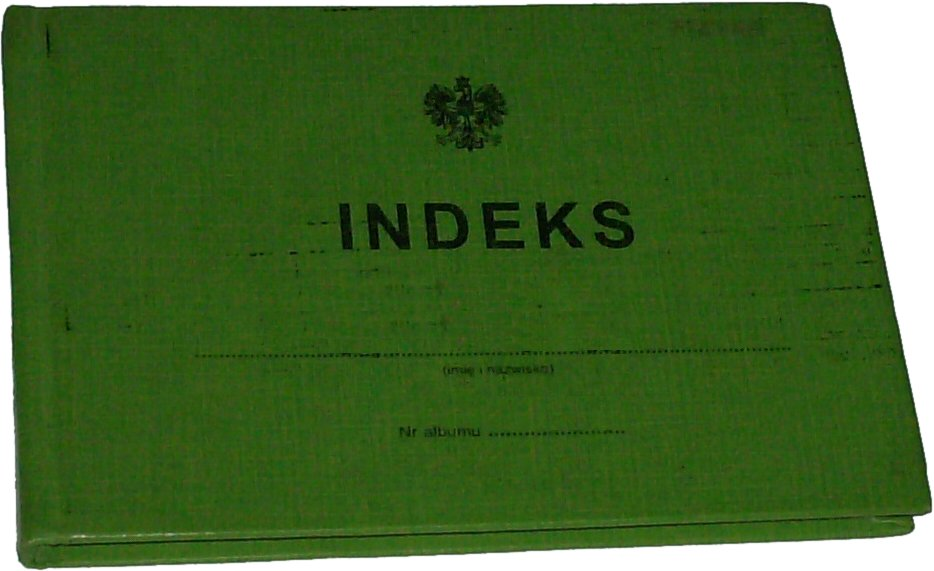
Współczesny indeks studencki

Indeks – dokument potwierdzający bycie studentem, odpowiednik „dzienniczka ucznia”, jeden z najbardziej charakterystycznych symboli okresu studiów. Nazwa ta jest bardzo często wykorzystywana przy nadawaniu nazw miejscom związanym z życiem studenckim (np. klubom studenckim, czasopismom studenckim itp.).
W ciągu ostatnich lat na wielu uczelniach wprowadzono systemy elektroniczne (np. Uniwersytecki System Obsługi Studiów), które zastępują tradycyjne indeksy, bądź funkcjonują równolegle z nimi.

## Zawartość indeksu

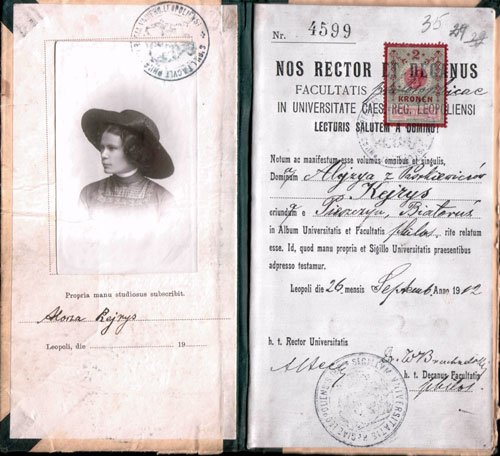
Indeks studentki wydziału filozofii Uniwersytetu Lwowskiego należący do Ałaizy Paszkiewicz, 1912.

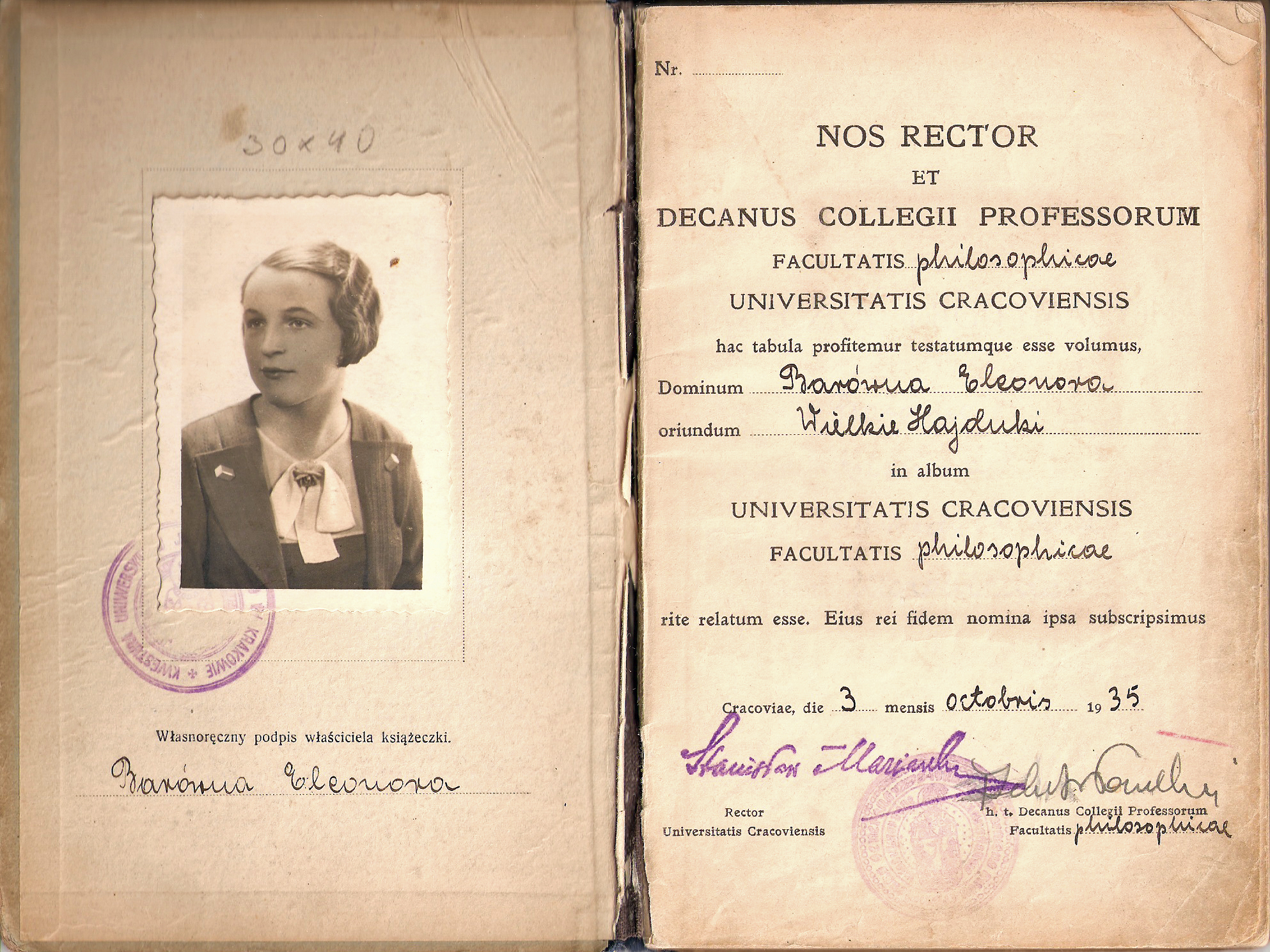
Wygląd pierwszych stron indeksu studentki Uniwersytetu Jagiellońskiego z lat 30. XX w. Należy podkreślić, że wszystkie słowa są tu po łacinie. Współczesne indeksy są po polsku.

Indeks zawiera takie informacje jak:
- imię/imiona nazwisko studenta wraz z godłem państwowym[2]
- numer albumu
- zdjęcie studenta (rozmiar 35 × 45 mm) oraz podpis właściciela indeksu
- miejsce prowadzonych studiów
  - wydział lub inna jednostka organizacyjna
  - kierunek
  - specjalność
- dane studenta
  - imię/imiona i nazwisko
  - imię ojca
  - data i miejsce urodzenia
- podpis dziekana (oraz miejsce i data złożenia podpisu)
- tekst ślubowania studenta, wypowiadanego uroczyście podczas immatrykulacji
- potwierdzenie zaliczenia kolejnych lat oraz semestrów studiów (wraz z podpisem oraz pieczątką dziekana wydziału)
- uzyskane oceny z ćwiczeń, egzaminów i zaliczeń wraz z podpisami wykładowców
- potwierdzenie odbycia przez studenta praktyk
- informacje o ewentualnych nagrodach, wyróżnieniach lub karach dyscyplinarnych studenta
- informacja o urlopach wziętych przez studenta w czasie toku studiów
- informacja o złożonej pracy dyplomowej i uzyskanej ocenie wystawionej przez promotora
- informacja o otrzymanym dyplomie ukończenia studiów i uzyskanym tytule poświadczonym pieczęcią urzędową, datą i podpisem dziekana
- świadectwo odejścia z uczelni
- informacja o ilości stron w indeksie
- potwierdzenie odbycia obowiązkowych kursów (kurs biblioteczny, kurs BHP).

Indeks studenci otrzymują najczęściej po zakończeniu uroczystości rozpoczęcia pierwszego roku studiów. Po zakończeniu semestru indeks składa się w dziekanacie wydziału, na którym się studiuje w celu uzyskania potwierdzenia zaliczenia semestru lub roku oraz prawa do kontynuowania studiów.
Po zakończeniu ostatniego semestru studiów, uzyskaniu absolutorium i obronie pracy magisterskiej lub dyplomowej, w indeksie zostaje wpisany temat pracy, ocena pracy, ocena egzaminu końcowego (obrony) i informacja o uzyskanym tytule zawodowym. Po wpisaniu tych informacji, indeks zostaje zwrócony absolwentowi.

## Wzorcowa budowa indeksu

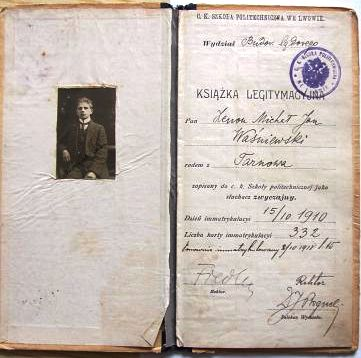
Wygląd pierwszych stron indeksu studenta Szkoły Politechnicznej we Lwowie należący do Zenona Waśniewskiego, lata 10. XX w.

Według wzorca podanego przez Ministerstwo Nauki i Szkolnictwa Wyższego indeks powinien być wydany przy zachowaniu następujących parametrów:
- format indeksu A6 (105 × 148 mm)
- oprawa – tektura o gramaturze 630 g/m², szyta nićmi
- oklejka – papier offsetowy o gramaturze 80 g/m² zadrukowany kolorem zielonym nr Pantone 355 U
- grzbiet introkal w kolorze czarnym
- wyklejka – papier offsetowy o gramaturze 80 g/m²
- strony od 1 do 93 – papier offsetowy o gramaturze 80 g/m²
- druk dwustronny w kolorze czarnym
  - godło państwowe o wymiarach 14,4 × 16,2 mm
  - „INDEKS” – czcionka Arial CE pogrubiony, 40 pkt
  - „Nr albumu” – czcionka Times New Roman CE, 10 pkt
  - „pieczęć urzędowa” – czcionka Times New Roman CE, 6 pkt
  - strona 1 – „INDEKS” – czcionka Times New Roman, 11,5 pkt
  - objaśnienia (teksty w nawiasach) – czcionka Times New Roman CE, 7 pkt
  - strony 1, 4 do 93 – tekst i wypełnienie tabel – czcionka Times New Roman CE, 9 pkt
  - „ŚLUBOWANIE” – czcionka Times New Roman CE, 14 pkt
  - paginacja stron – czcionka Times New Roman CE, 10 pkt
- fotografia w indeksie opieczętowana pieczęcią do tłoczenia na papierze

## Indeksy w innych typach szkół
Poza studentami uczelni, indeksy otrzymują również:
- słuchacze szkół dla dorosłych (okładka w kolorze żółtym),
- uczniowie szkół policealnych dla młodzieży (okładka w kolorze łososiowym)[3].